# فیض‌الله لطیف
سیتی فیض‌الله شیخ عبدل لطیف (به انگلیسی: Siti Fauziah binti Sheikh Abdul Latiff) (زاده ۱۹۷۰) خوانندهٔ پرطرفداری از ایالت پراک در مالزی است که تابحال میلیون‌ها نسخه از ترانه‌هایش را به فروش رسانده‌است. طرفدارانش او را با نام " فیض الله لطیف زیباً می‌شناسند.
او در حال حاضر از داوران مسابقهٔ «بت مالزی» است.